# جاستن هابر
جاستن هابر (بالإنجليزية: Justin Haber)‏ (9 يونيو 1981 مالطا - ) هو لاعب كرة قدم مالطي، يلعب كحارس مرمى.

## وصلات خارجية
جاستن هابر على موقع الاتحاد الدولي (مؤرشف)  (الإنجليزية)
- جاستن هابر على موقع الاتحاد الأوربي (الإنجليزية)
- جاستن هابر على موقع قاعدة بيانات كرة القدم.إي يو (الإنجليزية)
- جاستن هابر على موقع ناشيونال فوتبول تيمز (الإنجليزية)
- جاستن هابر على موقع Soccerbase.com (لاعب) (الإنجليزية)
- جاستن هابر على موقع Soccerway.com (الإنجليزية)
- جاستن هابر على موقع عالم كرة القدم.نت (الإنجليزية)